# سيدارهورست (نيويورك)
سيدارهورست (بالإنجليزية: Cedarhurst, New York)‏ هي قرية تقع في الولايات المتحدة في مقاطعة ناسو، نيويورك. يقدر عدد سكانها بـ 6,592 نسمة ومساحتها 1.8 كم2 وترتفع عن سطح البحر 8 متر.

## التركيبة السكانية
حدّد مكتب تعداد الولايات المتحدة بيانات التركيبة السكانية لسيدارهورست في تعداد الولايات المتحدة. في ما يلي، التركيبة السكانية حسب تعدادي 2000 و2010.

### تعداد عام 2000
بلغ عدد سكان سيدارهورست 6,164 نسمة بحسب تعداد عام 2000، وبلغ عدد الأسر 2,289 أسرة وعدد العائلات 1,637 عائلة مقيمة في القرية. في حين سجلت الكثافة السكانية 3,522.3 نسمة لكل كيلومتر مربع (9,122.7/ميل2). وبلغ عدد الوحدات السكنية 2,366 وحدة بمتوسط كثافة قدره 1,352 لكل كيلومتر مربع (3,501.7/ميل2).
وتوزع التركيب العرقي للقرية بنسبة 90.74% من البيض و1.28% من الأمريكيين الأفارقة و0.11% من الأمريكيين الأصليين و3.08% من الأمريكيين ذوي الأصول الآسيوية و2.94% من الأعراق الأخرى و1.85% من عرقين مختلطين أو أكثر و8.35% من الهسبانيون أو اللاتينيون من أي عرق.
بلغ عدد الأسر 2,289 أسرة كانت نسبة 32.9% منها لديها أطفال تحت سن الثامنة عشر تعيش معهم، وبلغت نسبة الأزواج القاطنين مع بعضهم البعض 59.1% من أصل المجموع الكلي للأسر، ونسبة 9.2% من الأسر كان لديها معيلات من الإناث دون وجود شريك، بينما كانت نسبة 3.2% من الأسر لديها معيلون من الذكور دون وجود شريكة وكانت نسبة 28.5% من غير العائلات. تألفت نسبة 24.5% من أصل جميع الأسر من عدة أفراد يعيشون في نفس المنزل ونسبة 13.6% كانت تتألف من شخص يعيش بمفرده يبلغ من العمر 65 عاماً أو أكثر. وبلغ متوسط حجم الأسرة المعيشية 2.69، أما متوسط حجم العائلات فبلغ 3.25.
بلغ العمر الوسطي للسكان 39.1 عاماً. وكانت نسبة 25.1% من القاطنين تحت سن الثامنة عشر، وكانت نسبة 6.3% بين الثامنة عشر والرابعة والعشرين عاماً، ونسبة 27.4% كانت واقعةً في الفئة العمرية ما بين الخامسة والعشرين والرابعة والأربعين عاماً، ونسبة 23.9% كانت ما بين الخامسة والأربعين والرابعة والستين، ونسبة 17.2% كانت ضمن فئة الخامسة والستين عاماً فما فوق. يوجد لكل 100 أنثى 90.8 ذكر، ويوجد لكل 100 أنثى في الثامنة عشر من عمرها فما فوق 85.4 ذكر.
بلغ متوسط دخل الأسرة في القرية 56,441 دولارًا، أما متوسط دخل العائلة فبلغ 71,406 دولارًا. وكان متوسط دخل الذكور 52,460 دولارًا مقابل 37,292 دولارًا للإناث. وسجل دخل الفرد الخاص بالقرية 29,591 دولارًا. وكانت نسبة 4.3% من العائلات ونسبة 5.3% من السكان تحت خط الفقر، وكان من هؤلاء نسبة 7.3% تحت سن الثامنة عشر ونسبة 5.9% في الخامسة والستين من العمر وما فوق.

### تعداد عام 2010
بلغ عدد سكان سيدارهورست 6,592 نسمة بحسب تعداد عام 2010، وبلغ عدد الأسر 2,242 أسرة وعدد العائلات 1,629 عائلة مقيمة في القرية. في حين سجلت الكثافة السكانية 3,766.9 نسمة لكل كيلومتر مربع (9,756.2/ميل2). وبلغ عدد الوحدات السكنية 2,375 وحدة بمتوسط كثافة قدره 1,357.1 لكل كيلومتر مربع (3,514.9/ميل2).
وتوزع التركيب العرقي للقرية بنسبة 87.83% من البيض و2.20% من الأمريكيين الأفارقة و0.05% من الأمريكيين الأصليين و3.60% من الأمريكيين ذوي الأصول الآسيوية و5.19% من الأعراق الأخرى و1.14% من عرقين مختلطين أو أكثر و10.69% من الهسبانيون أو اللاتينيون من أي عرق.
بلغ عدد الأسر 2,242 أسرة كانت نسبة 36.3% منها لديها أطفال تحت سن الثامنة عشر تعيش معهم، وبلغت نسبة الأزواج القاطنين مع بعضهم البعض 59.7% من أصل المجموع الكلي للأسر، ونسبة 9.2% من الأسر كان لديها معيلات من الإناث دون وجود شريك، بينما كانت نسبة 3.8% من الأسر لديها معيلون من الذكور دون وجود شريكة وكانت نسبة 27.3% من غير العائلات. تألفت نسبة 24.4% من أصل جميع الأسر من عدة أفراد يعيشون في نفس المنزل ونسبة 13.5% كانت تتألف من شخص يعيش بمفرده يبلغ من العمر 65 عاماً أو أكثر. وبلغ متوسط حجم الأسرة المعيشية 2.94، أما متوسط حجم العائلات فبلغ 3.57.
بلغ العمر الوسطي للسكان 35.8 عاماً. وكانت نسبة 29.2% من القاطنين تحت سن الثامنة عشر، وكانت نسبة 7.4% بين الثامنة عشر والرابعة والعشرين عاماً، ونسبة 23.7% كانت واقعةً في الفئة العمرية ما بين الخامسة والعشرين والرابعة والأربعين عاماً، ونسبة 23.3% كانت ما بين الخامسة والأربعين والرابعة والستين، ونسبة 16.4% كانت ضمن فئة الخامسة والستين عاماً فما فوق. وتوزع التركيب الجنسي للسكان بنسبة 48.4% ذكور و51.6% إناث.

## أعلام
- هيلين هيكس
- هوراشيو باركر
- ميلدريد شاي